# ألفرد كليفلاند بلومنتال
ألفرد كليفلاند بلومنتال (بالإنجليزية: Alfred Cleveland Blumenthal)‏ هو مروج أمريكي، ولد في 29 ديسمبر 1885 في سان رافاييل في الولايات المتحدة، وتوفي في 29 يوليو 1957.